# Лунар Роувър
Лунар Роувър (на английски: Lunar Roving Vehicle, LRV, означава приблизително същото като „луноход“), наричан също и лунно бъги, е четириколесно превозно средство, използвано от американските астронавти за придвижване по повърхността на Луната. Бъгито е задвижвано от две непрезареждащи се електрически батерии и може да превозва един или двама астронавти, тяхното оборудване и лунни проби.
Лунни бъгита са използвани по време на последните три мисии по програмата Аполо – Аполо 15, Аполо 16 и Аполо 17 – между 1971 и 1972 г. Общата дължина на пътя, преодолян от лунните превозни средства в експедициите „Аполо 15“, „Аполо 16“ и „Аполо 17“, е съответно 28, 27 и 36 km. Цената на единичната бройка е 8 милиона долара (по курс от 1968 г.), с това лунния джип и е най-скъпият автомобил, произвеждан някога. Лунните ровъри остават на Луната след края на своята мисия, така че те се нареждат сред малкото създадени от човека обекти, които и досега са там.